# Privaat domein (Belgisch recht)
Het privaat domein is in het goederenrecht een van de twee categorieën waartoe een domeingoed kan behoren. De andere categorie is het openbaar domein. Het privaat domein is de restcategorie, wat wil zeggen dat domeingoederen tot de privatedomeingoederen behoren, tenzij ze "geaffecteerd" zijn en tot het openbaar domein behoren.
Het privaat domein is in de handel. De overheid heeft in principe een gewoon eigendomsrecht op de private domeingoederen. Omdat de overheid het algemeen belang dient, gelden er wel bijzondere regels voor het beheren van het privaat domein. Voor daden van beschikking of daden van beheer moeten de beginselen van behoorlijk bestuur gerespecteerd worden (niet-discriminatie, transparantie, ...). Private domeingoederen worden bijvoorbeeld in principe openbaar verkocht.
Een voorbeeld van een bekend privaatdomeingoed is het Kasteel van Laken.